# كارل بيترسون
كارل بيترسون (بالسويدية: Carl Pettersson)‏ هو لاعب غولف سويدي، ولد في 29 أغسطس 1977 في غوتنبرغ في السويد.

## وصلات خارجية
- كارل بيترسون على موقع رابطة لاعبي الغولف المحترفين (الإنجليزية)
- كارل بيترسون على موقع رابطة أوروبا للاعبي الغولف المحترفين (الإنجليزية)
- كارل بيترسون على موقع التصنيف العالمي الرسمي للغولف (الإنجليزية)